# Universidad Estatal Thomas Edison
La Universidad Estatal Thomas Edison (Thomas Edison State University en inglés) es una institución pública de educación superior localizada en Trenton, Nueva Jersey, Estados Unidos. Inaugurada el primero de julio de 1972, es una de las 12 universidades públicas en el estado de Nueva Jersey. Debe su nombre a Thomas Alva Edison, el famoso inventor que obtuvo un conocimiento enciclopédico de varias ramas académicas de manera autodidacta.
En diciembre del 2015, la universidad fue concedida el nombre de universidad, pasando a ser nombrada Universidad Estatal Thomas Edison, en lugar de su antiguo nombre Colegio Estatal Thomas Edison.
La revista Forbes sitúa la universidad entre las 20 mejores universidades de los Estados Unidos en el uso de la tecnología para crear oportunidades de aprendizaje. La revista The New York Times calificó las instalaciones como "una de las estrellas más brillantes del aprendizaje más alto." Y en el 2013 el mismo periódico llamó a la universidad "la universidad que allanó el camino para la educación de los adultos."

## Campus
El campus está localizado en la ciudad de Trenton (Nueva Jersey), adyacente a la Casa de Estado de Nueva Jersey y a la Casa de Estado del distrito histórico. El campus está formado por cuatro edificios principales: el Edificio Kelsey (Kelsey Building & Townhouse Complex), el Centro Académico (the Academic Center), el Edificio de Canal Banks (The Canal Banks Building) y la Mansión Kuser, que es la sede del Instituto de Política pública.
Construido en 1911 por A. Henry Cooper Kelsey, el Edificio de Kelsey es uno de los hitos arquitectónicos de la ciudad. A lo largo de su historia ha albergado tres escuelas antes de servir como la sede de la Universidad Estatal Thomas Edison. La arquitectura del edificio Kelsey está inspirada en un palacio florentino, el Palazzo Strozzi. La estructura principal fue diseñada en 1910 por el arquitecto de renombre mundial Cass Gilbert, diseñador del edificio Woolworth de Nueva York. En 2011, el Edificio Kelsey celebró su centenario.

### Arte en el campus

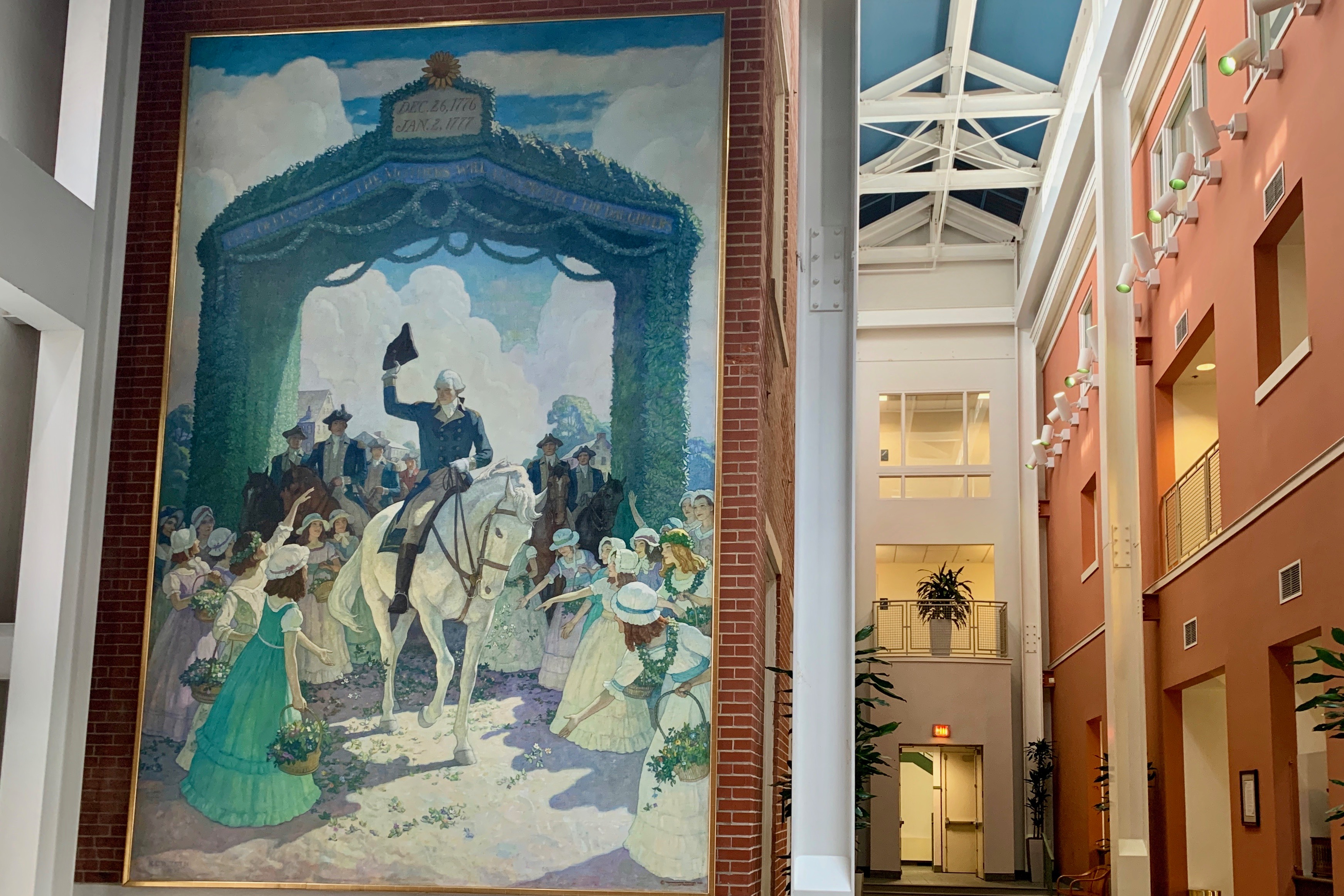
Pintura por N. C. Wyeth

TESU alberga una serie de obras de arte, incluyendo una pintura de N. C. Wyeth titulada "Recepción a Washington el 21 de abril de 1789, en Trenton en su camino a Nueva York para asumir los deberes de la Presidencia de los Estados Unidos," la escultura del anillo de Quantum, un mapa de bronce de Trenton y las placas y colecciones en tributo a Thomas Edison. Dentro del edificio de Kelsey, una habitación suntuosamente adornada fue construida como tributo especial a la prudencia Townsend Kelsey. La sala conmemorativa Prudence Townsend Kelsey es un espacio de exhibición permanente para la porcelana y el arte que ella y su esposo, Henry Cooper Kelsey, recogieron en sus viajes anuales a Europa. Pinturas, porcelanas y bronces en exhibición en el Salón conmemorativo. La mayoría de las colecciones se compone de recuerdos y recuerdos comprados por los Kelsey en sus viajes anuales al extranjero. Algunos de los elementos alojados en la habitación incluyen un frasco de porcelana en forma de espárragos, una joya Demitasse taza y platillo de Coalport, encantos, jarrones y varias piezas de Porcelana y cristal de Austria, Inglaterra, Alemania, Francia e Irlanda.

## Académico
La Universidad Estatal Thomas Edison ofrece títulos de licenciatura y maestrías en más de 100 materias a sus más de 18,700 estudiantes. Las facultades se componen de cinco escuelas.

### Escuelas
La Escuela de Artes y Ciencias Heavin ofrece un enfoque interdisciplinario para el aprendizaje permanente para los estudiantes adultos interesados en explorar los valores inherentes a las artes liberales, humanidades, ciencias naturales y ciencias sociales, así como rigurosos programas de grado en los servicios humanos. La Escuela de Ciencias Aplicadas y Tecnología ofrece a los estudiantes con programas de grado innovadores para obtener experiencia en los campos de las ciencias aplicadas que se benefician de la moneda técnica, conocimientos prácticos y habilidades aplicadas.
La Escuela de Negocios y Administración ofrece programas de grado relevantes, rigurosos y enfocados en la carrera que preparan a los líderes para agregar valor a sus empresas y organizaciones en el dinámico mercado global
La Escuela de Enfermería W. Cary Edwards ofrece a los estudiantes programas de grado innovadores que satisfacen las necesidades educativas y profesionales de las enfermeras licenciadas que desean una alternativa a la instrucción en el campus.
La Escuela John S. Watson de Servicios Públicos y Estudios Continuos ofrece programas de grado y programas avanzados de certificación que cubren temas nacionales e internacionales, incluyendo estudios de políticas públicas, administración sin fines de lucro, administración financiera, análisis de políticas públicas, planificación regional, educación infantil, política ambiental / Justicia ambiental y políticas y gestión de la salud.

### Acreditación
La Universidad Estatal Thomas Edison cuenta con las siguientes acreditaciones:
- La universidad esta regionalmente acreditada por la Middle States Association of Colleges and Schools desde 1977.
- Los programas académicos de la escuela de enfermería están acreditados por la Junta de enfermería de New Jersey (New Jersey Board of Nursing), la Liga Nacional para la Acreditación de la Comisión de Enfermería (National League for Nursing Accrediting Commission ) y la Comisión de Educación Universitaria en Enfermería (Commission on Collegiate Nursing Education, CCNE).
- La Maestría de Artes en el Programa de Liderazgo Educativo está acreditada por el Consejo de Acreditación para el Profesorado(TEAC). El TEAC es reconocido por el Departamento de Educación de EE. UU. (U.S. Department of Education) y el Consejo para la Acreditación de la Educación Superior (Council for Higher Education Accreditation).

## Renombre y reconocimientos
En 1997, la revista Forbes situó a la Universidad Estatal Thomas Edison entre las 20 mejores universidades en la nación en el uso de la tecnología para crear oportunidades de aprendizaje para los adultos y como una de las primeras adoptantes de educación y administración en línea.
En 1994 The New York Times calificó las instalaciones como "una de las estrellas más brillantes del aprendizaje más alto." Y en el 2013 el mismo periódico llamó a la universidad "la universidad que allanó el camino para la educación de los adultos."
En 2011, la Universidad Estatal de Thomas Edison fue seleccionada por la Red de Tecnología de Universidades Nacionales (National University Technology Network ) para recibir el reconocido premio de Educación a Distancia e Innovación para el desarrollo del sistema de entrega de cursos FlashTrack, el cual ofrece cursos completos a los estudiantes a través de una unidad flash y no requiere un Constante conexión a Internet.
En 2013, los graduados de la universidad estuvieron entre la tasa de aprobación más alta en el examen para contadores públicos certificados en Nueva Jersey, además que fue nombrada una de las universidades preferidas por estudiantes militares y veteranos. También fue anunciado por el senador Robert Menendez que la Universidad Estatal Thomas Edison recibiría una subvención de $320,000 dólares de parte de la Administración de Desarrollo Económico del Departamento de Comercio, para crear una Estrategia de Desarrollo Económico Global para 19 municipios densamente poblados en el Norte y Centro de Nueva Jersey.

## Alumnado
El Colegio cuenta con aproximadamente 34.000 alumnos en todo el mundo. Entre los graduados más notables se encuentran los siguientes:
- Arthur C. Brooks, economista, Presidente de la American Enterprise Institute.
- Bonnie W, Coleman, Líder Mayoritario de la Asamblea General de New Jersey (Majority Leader of the New Jersey General Assembly).
- Mike Davis, exentrenador de baloncesto de la Universidad de Indiana y entrenador de baloncesto de la Universidad de Alabama-Birmingham.
- Steven L. Herman, jefe de la oficina de Asia del Sur y un corresponsal de la radio / TV para la Voz de América (Voice of America).
- Luis R. Taveras Director de Proyecto & Representante de Operación Planificación Departamento de Defensa Estados Unidos en Afganistán.
- Brian M. Hughes, Ejecutivo actual del condado de Mercer, Nueva Jersey.
- Steve Levicoff, escritor.
- Tom Luna, Superintendente de Instrucción Pública del estado de Idaho.
- Capitán Edwin Muñiz M.D., Ph.D. and Ed.D., Fisiólogo aeroespacial.
- Michael D. Reynolds, astrónomo, que actualmente es Decano de la Universidad Comunitaria de la Florida en Jacksonville.
- Kristina Romero, Actriz.
- Dr. Andrija (Zoran) Vujisić, Lingüista.

## Noticias

### Propuesta de fusión con la Universidad de Rutgers
En marzo de 2010, el gobernador de Nueva Jersey Chris Christie propuso la fusión de Thomas Edison State College con Rutgers University. Después de una cuidadosa consideración y reflexión por parte del gobernador y la legislatura, se alcanzó un consenso de que la propuesta de fusión no seguiría adelante. El 29 de junio de 2010, el gobernador, así como la gestión legislativa en ambas cámaras y de ambos grupos, estuvieron de acuerdo con la postura de la Universidad Estatal Thomas Edison respecto a que el interés público se serviría mejor al mantener la independencia y la misión especial de ambas, Rutgers y Thomas Edison State University.